# Richard Zschokke
Richard Zschokke (* 11. Februar 1865 in Gontenschwil; † 25. Mai 1946 ebenda) war ein Schweizer Bauingenieur und Politiker (BGB). Von 1919 bis 1935 vertrat er den Kanton Aargau im Nationalrat. Bekannt wurde er insbesondere durch den Bau der Jungfraubahn.

## Biografie
Der Enkel des Schriftstellers Heinrich Zschokke und Sohn des reformierten Pfarrers Achilles Zschokke und der Susanna geb. Gautschi wuchs als neuntes von 15 Kindern in einfachen ländlichen Verhältnissen auf. Er absolvierte die Bezirksschule in Menziken und die Kantonsschule in Aarau. Von 1883 bis 1887 studierte er Ingenieurwesen am Eidgenössischen Polytechnikum in Zürich (heutige ETH Zürich). Daraufhin erhielt er in Aarau eine Anstellung bei seinem Cousin Conradin Zschokke und übernahm von 1888 bis 1892 die Bauleitung des zweiten Ausbaus der Hafenanlagen in Genua.
Nach der Rückkehr in der Schweiz baute er im Gotthardmassiv verschiedene Befestigungsanlagen sowie 1899 das Suworow-Denkmal in der Schöllenenschlucht. 1901 liess er sich in Wengen nieder und leitete von dort aus den Bau der Jungfraubahn, wodurch er internationale Bekanntheit erlangte. Daneben projektierte er mehrere Kraftwerke, die Schöllenenbahn und die nie gebaute Bergbahn auf den Pfänder. 1914 zog er wieder in seine Heimatgemeinde Gontenschwil und befasste sich hauptsächlich mit Wasserversorgungsanlagen, Quellfassungen und Entsumpfungen.
1919 wurde er als Vertreter der Aargauer BGB in den Nationalrat gewählt. Im Parlament beschäftigte er sich hauptsächlich mit bautechnischen Fragen. Als passionierter Jäger war er aber auch massgeblich an der Ausarbeitung eines neuen Jagdgesetzes beteiligt. 1935 beendete er seine politische Karriere.
1895 heiratete er Ida Heinrika Zumsteg. Sein Neffe Max Zschokke war ebenfalls ein bekannter Bauingenieur.